# Vorderwälder
Vorderwälder je německé plemeno skotu z oblasti Černého lesa, přizpůsobené spásání chudých pastvin na horských svazích. Je blízce příbuzný menšímu hinterwälderovi a vzhledem připomíná strakatý skot.

## Historie
Vychází ze skotu označovaného jako wäldervieh, lesní skot, z jižního a středního Černého lesa. V rámci tohoto plemene existovaly dva rázy odlišné velikosti. Vorderwälder je větší z nich. V 60. letech 20. století byl zušlechťován ayrshirským skotem, v 70. letech červenými býky holštýnského skotu. Toto křížení výrazně zvedlo dojivost i obsah mléčných složek, ale zhoršilo se utváření končetin a stav paznehtů. K zvětšení genetické rozmanitosti byl krátce použit i montbeliard.

## Charakteristika
Vorderwälder je skot středního tělesného rámce, který připomíná strakatý skot, ve srovnání s ním je však výrazně menší a má jemnější kostru. Zvířata jsou rohatá. Končetiny jsou suché, dobře zaúhlené, paznehty jsou pevné. Zbarvení je tmavě červenobíle strakaté, hlava a končetiny jsou bílé, občas se vyskytuje plášťové zbarvení. V současnosti tvoří genetický podíl plemene ayrshire 15 % a 20 % tvoří red holstein.
Plemeno dobře zužitkuje i chudé pastviny, je odolné, dlouhověké a plodné, porody jsou snadné. Je to skot kombinovaný, na masnou i mléčnou užitkovost je kladen stejný důraz. V roce 2003 průměrná roční mléčná užitkovost činila 5190 kg mléka s 4,2 % tuku a 3,3 % bílkovin. Díky své dlouhověkosti není výjimkou celoživotní užitkovost přesahující 100 000 kg mléka. Denní přírůstky býků vybraných k plemenitbě dosahují 1150 g.